# Musée de la société d'histoire et d'archéologie de Briord
Le musée de la société d'histoire et d'archéologie de Briord  est un musée consacré à l'histoire antique, situé à Briord, dans l'Ain, en France. Il possède le Label Musée de France.
L'aqueduc romain de Briord, qui est situé à proximité, fait l'objet d'une protection aux monuments historiques.